# Президентские выборы в Грузии (2004)
Президентские выборы в Грузии (груз. საქართველოს საპრეზიდენტო არჩევნები 2004) прошли 4 января 2004 года после того, как 23 ноября 2003 года бывший президент страны Эдуард Шеварднадзе подал в отставку в результате цветной Революции роз, а исполняющей обязанности президента стала Нино Бурджанадзе. Победу на выборах одержал лидер революции Михаил Саакашвили, набравший 96,29% голосов.

## Предыстория
Выборы президента Грузии 2004 года проходили на фоне недавних выборов в парламент, на которых происходили массовые фальсификации и другие серьёзные нарушения. Это спровоцировало политический кризис, протесты и атмосферу нестабильности, что привело к отставке президента Шеварднадзе 23 ноября 2003 года. Исполняющей обязанности президента стала Нино Бурджанадзе, назначившая новые парламентские выборы. Структура бывшей правящей партии «Союз граждан Грузии» распалась.

## Кандидаты

### Регистрация кандидатов
Две политические партии и пять инициативных групп предоставили ЦИК списки подписей (минимальное необходимое количество подписей составляло 50 тысяч) за выдвижение своих кандидатов до 12 декабря 2003 года. Кандидату Игорю Георгадзе было отказано в регистрации из-за невыполнения требования для кандидатов проживать в Грузии определённое время. Остальные кандидаты были зарегистрированы ЦИК 17 декабря. 4 января Зураб Келехсашвили публично объявил о снятии своей кандидатуры с президентских выборах, однако, так как он не подал документы в ЦИК, его имя осталось на некоторых избирательных бюллетенях. Крупные политические партии (кроме Единого национального движения и «Бурджанадзе—Демократы») не представили своих кандидатов на выборах. Двое из шести кандидатов участвовали в президентских выборах 1995 и 2000 годов, но получили менее 1% голосов.

### Список кандидатов
| Фото                | Кандидат            | Субъект выдвижения           | Статус          |
| ------------------- | ------------------- | ---------------------------- | --------------- |
|                     | Михаил Саакашвили   | Единое национальное движение | зарегистрирован |
|                     | Теймураз Шашиашвили |                              | зарегистрирован |
|                     | Роин Липартелиани   |                              | зарегистрирован |
|                     | Заза Сихарулидзе    |                              | зарегистрирован |
|                     | Картлос Гарибашвили |                              | зарегистрирован |
| Источник:Отчёт ОБСЕ |                     |                              |                 |

## Предвыборная кампания
Несмотря на участие в выборах нескольких кандидатов, на политической сцене доминировал Михаил Саакашвили. Кампания проходила вяло с малым количеством мероприятий. Несколько кандидатов сообщили, что не имеют достаточных средств для организации предвыборных мероприятий. По данным наблюдателей, государственные административные ресурсы использовались для поддержки Саакашвили, иногда местные штабы кандидата размещались в государственных зданиях.
15 декабря дом кандидата Шашиашвили был повреждён в результате взрыва взрывного устройства. В течение предвыборной кампании в Тбилиси прогремели 5 взрывов. Министры государственной безопасности и внутренних дел сообщали о угрозах в адрес Саакашвили, в результате чего его охрана была усилена.
Власти Аджарии настаивали на том, что не позволят провести выборы на своей территории до 28 декабря. Чрезвычайное положение в регионе оставалось в действии до 3 января и было введено вновь 7 числа того же месяца. В Аджарии избирательная кампания почти не проводилась или не проводилась совсем. 

### Освещение в СМИ
После Революции роз СМИ пользовались высокой степенью свободы на всей территории Грузии, кроме Аджарии. В этом регионе ограничение деятельности журналистов обуславливалось чрезвычайным положением в автономной республике. По данным ОБСЕ, имели место случаи запреты журналистам въезда в регион и освещать там важные события. В Аджарии было заблокировано кабельное вещание телеканала Рустави-2 под предлогом коммерческого спора. Вещание было восстановлено незадолго до выборов, но позже было вновь приостановлено. С такими же проблемами столкнулась радиостанция Имеди.
Согласно законодательству, два часа бесплатного эфирного времени должны быть распределены между всеми кандидатами. Как печатные, так и электронные СМИ сосредоточили своё внимание на кандидатуре Михаила Саакашвили. Ему и Единому национальному движению было отведено почти 30% всего эфирного времени, посвящённого политике во всех электронных СМИ (кроме Аджарского телевидения), причём освещение, преимущественно, было положительным. В предвыборную неделю, этот показатель вырос почти до 60%, правящей коалиции посвятили 68% эфира. Остальные кандидаты, кроме бесплатного эфирного времени, не были представлены в СМИ. Каждый кандидат получал 20 минут эфира в день, все из них воспользовались этой возможностью. Однако передачи не всегда транслировались в лучшее время. Картлос Гарибашвили подал жалобу в Центризбирком на то, что из-за отключения электричества в сельских районах страны их жители не могли получать полную информацию о кандидатах. ЦИК отреагировал на эти претензии и в письменном виде обратился к Первому каналу Государственного телевидения, предложив вести трансляцию в лучшее время, однако график программ не изменился.
На Первом Канале Государственного телевидения Саакашвили, Единому национальному движению, Нине Бурджанадзе и правительственным чиновникам было посвящено более 63% эфирного времени. Освещение было позитивным. Остальные кандидаты получили вместе только 7% эфира. С 29 декабря по 3 января частота появления фаворита выборов возросла, составив 50% всего освещения. На Рустави-2 Саакашвили касались 62% эфира, освещение преимущественно было позитивным. Остальные кандидаты были в значительной степени проигнорированы.
Единственным политическим субъектом, получившим широкое негативное освещение была Партия возрождения.
Телекомпания «Имеди ТВ» посветила Теймуразу Шашиашвили больше эфирного времени (25%), чем Михаилу Саакашвили (21%). Аджарское телевидение посвятило Партии возрождения 73% эфира, освещение было почти полностью позитивным. Фавориту гонки уделили сравнительно малое количество времени. В печатной прессе около 60% было отведено правительственным чиновникам, ведущим партиями, их лидерам. Однако, тираж таких СМИ был ограничен.
Использование платной рекламы было ограничено, чаще всего показывали рекламные ролики Саакашвили (преимущественно демонстрировались кадры Революции роз). Также по телевидению транслировались предвыборные видео Игоря Георгадзе несмотря на то, что ЦИК отверг его кандидатуру.

## Наблюдатели
ЦИК Грузии выдал аккредитацию 59 организациям. По сообщениям наблюдателей, местные беспартийные наблюдатели присутствовали на 71% избирательных участков и на 79% ОИК. В день выборов, местные группы работали в целом беспрепятственно и не сталкивались с угрозами как это случалось ранее.

## Результаты
| Кандидат                          | Партия                            | Голосов   | %       |
| --------------------------------- | --------------------------------- | --------- | ------- |
| Михаил Саакашвили                 | Единое национальное движение      | 1 890 739 | 96,29%  |
| Теймураз Шашиашвили               | —                                 | 36 716    | 1,87%   |
| Роин Липартелиани                 | —                                 | 5 158     | 0,26%   |
| Заза Сихарулидзе                  | —                                 | 4 782     | 0,24%   |
| Картлос Гарибашвили               | —                                 | 4 222     | 0,21%   |
| Зураб Келехсашвили                | —                                 | 1 908     | 0,10%   |
| Против всех                       | Против всех                       |           | 1,07%   |
| Всего                             | Всего                             | 1 963 556 | 100,00% |
| Зарегистрировано избирателей/Явка | Зарегистрировано избирателей/Явка | 2 231 986 | 87,97%  |
| Источник:                         |                                   |           |         |

## После выборов
За постановление об объявлении победителем президентских выборов Михаила Саакашвили проголосовали все члены ЦИК, кроме представителя Лейбористской партии, который заявил, что считает победу Саакашвили результатом использования административного ресурса.
15 января Совет национальной безопасности Грузии объявил, что программа инаугурации Михаила Саакашвили будет сокращена в связи с информацией о готовящемся теракте против избранного главы государства.
25 января 2004 Михаил Саакашвили принял инаугурацию.